# Sultanatet Ajuran

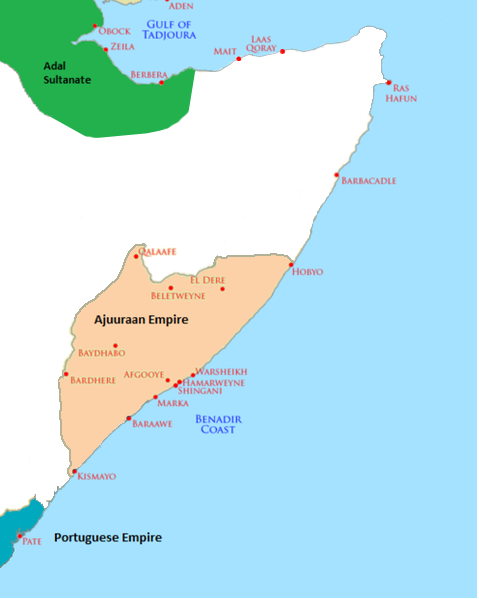
Sultanaten Ajuran och Adal.

Sultanatet Ajuran var en historisk monarki som låg i nuvarande södra Somalia mellan 1300-talet och 1700-talets slut.
Det hade en viktig plats i handeln på Indiska oceanen  och har kallats för ett vattenimperium. Dess huvudstad var i tur och ordning Mareeg, Qelafo och Merca. Riket destabiliserades av uppror i slutet av 1700-talet och splittrades i småstater, bland dem sultanatet Geledi och imamatet Hiraab. 

## Etymologi
Sultanatets namn Ajuran kan spåras tillbaka till det arabiska ordet إيجار (Ījārā), i betydelsen att hyra ut eller beskatta. Ett namn som var träffsäkert med tanke på de stora pålgor som sultanatet krävde in.